# Estonská apoštolská pravoslavná církev
Estonská apoštolská pravoslavná církev (estonsky: Eesti Apostlik-Õigeusu Kirik) je autonomní církev, jejíž primas musí být při svém jmenování uznán patriarchou Konstantinopole.

## Historie
V 10. a 12. století na jihovýchodě Estonska působili pravoslavní misionáři z Novgorodu a Pskova. Na počátku 13. století Estonsko podlehlo severním křížovým výpravám, a proto se v něm prosadilo západní křesťanství, nejprve římský katolicismus a od reformace v 16. století pak luteránství. V průběhu 17. a 18. století na území Estonska uprchli z Ruska mnozí starověrci, aby se vyhnuli liturgickým reformám zavedených patriarchou Nikonem Moskevským.
V průběhu 18. a 19. století se stalo Estonsko součástí Ruského impéria. Roku 1850 se rozšířila pověst, že pravoslavná církev slíbila každému, kdo konvertuje k pravoslaví, půdu v Rusku, kvůli čemuž k ní konvertovalo asi 65 000 estonských rolníků. Během tohoto období v Estonsku vyrostlo několik pravoslavných kostelů. Později, když se pověst ukázala falešnou, se velká část rolníků vrátila k luteránské církvi.
V pozdním 19. století proběhla vlna rusifikace, která byla podporována ruskou hierarchií, ne však místním estonským klérem. V tomto období byla postavena katedrála Alexandra Něvského v Tallinnu a konvent Pühtitsa na východě Estonska.
Roku 1918 byla v Estonsku vyhlášena Estonská republika. Sovětské Rusko přijalo marxisticko-leninskou ideologii, která byla pro zavedení celostátního ateismu. Moskevský patriarcha Tichon roku 1918 exkomunikoval sovětské vedení, což vedlo k období intenzivního pronásledování Ruské pravoslavné církve. Roku 1920 uznal patriarcha Tichon pravoslavnou církev v Estonsku jako autonomní v ekonomických, administrativních a vzdělávacích otázkách. Udělil jí dočasnou autokefálii. Arcibiskup Aleksander Paulus byl zvolen a vysvěcen jako Aleksander – metropolita Tallinnu a celého Estonska.
V září 1922 koncil Estonské apoštolské pravoslavné církve požádal konstantinopolského patriarchu Meletia IV. k převedení správy Estonské církve z Ruské pravoslavné církve na Konstantinopolský patriarchát a o vyjasnění kanonického statusu Estonské církve. Roku 1923 Konstantinopolský patriarchát vydal tomos (církevní edikt), kterým převedl Estonskou apoštolskou pravoslavnou církev pod konstantinopolskou jurisdikci a udělil jí autonomii, ne však plnou autokefalitu.
Před rokem 1941 se k pravoslaví hlásila jedna pětina estonské populace, jejíž většinu tvořili luteráni. V této době měla estonská pravoslavná církev 158 farností a 183 kněžích. Nacházel se zde Pskovsko-pečerský monastýr, dva konventy – v Narvě a Kuremäe, převorství v Tallinnu a seminář v Pečorách.

### 2. světová válka
Roku 1940 bylo Estonsko obsazeno Sovětským svazem, jehož vláda usilovala o rozpuštění všech církví. Mezi léty 1942 a 1944 byla autonomie cirkve pod Konstantinopolí dočasně oživena. Roku 1945 zástupce Moskevského patriarchátu odmítl členy Estonského pravoslavného synodu, který zůstal v Estonsku, a založil novou organizaci – Eparchiální radu. Pravoslavní věřící v okupovaném Estonsku byli podřízeni nově zřízené eparchii Ruské pravoslavné církve.
Těsně před druhou sovětskou okupací roku 1944 a rozpuštěním Estonského synodu (primas církve) odešel metropolita Aleksander do exilu spolu s 21 duchovními a asi 8 000 pravoslavnými věřícími. V exilu pokračovala pravoslavná církev v Estonsku (se synodou ve Švédsku) ve své činnosti v souladu s kanonickými stanovami až do roku 1991, kdy byla obnovena estonská nezávislost. Metropolita Aleksander před svou smrtí roku 1953 založil svou komunitu jako exarchát pod Konstantinopolí. Většina ostatních biskupů a duchovenstva, kteří zůstali v Estonsku, byli deportováni na Sibiř. Roku 1958 byl v exilu založen nový synod a církev byla spravovována ze Švédska.

### Neaktivita
Roku 1978 ekumenický konstantinopolský patriarcha, na naléhání Moskevského patriarchátu, prohlásil listinu (tomos) církve, udělenou roku 1923, za neplatnou. Až do rozpadu Sovětského svazu církev neexistovala. Poté v Estonsku začaly vznikat spory mezi těmi, kteří chtěli patřit pod Moskevský patriarchát, a těmi, kteří tvrdili, že Moskevský patriarchát nemá v Estonsku žádné pravomoci. Spor často sledoval etnické hranice, jelikož mnozí Rusové se přistěhovali do Estonska během Sovětské okupace. Zdlouhavá jednání mezi oběma patriarcháty dohodu nepřinesla.

### Reaktivace
Roku 1933 byl synod Estonské pravoslavné církve v exilu znovu zaregistrován jako právní nástupce autonomní pravoslavné církve v Estonsku. Ekumenický patriarcha Bartoloměj I. 20. února 1996 formálně znovu aktivoval tomos udělený Estonské pravoslavné církvi roku 1923, čímž obnovil svou podřízenost Ekumenickému konstantinopolskému patriarchátu. Proti tomu protestoval patriarcha Alexij II., narozený v Estonsku, protože považoval estonskou pravooslavnou církev za součást svého území.
V této obtížné situaci Estonská apoštolská pravoslavná církev získala pomoc a podporu od Finské pravoslavné církve – zejména od arcibiskupa Johannese (Rinne) z arcidiecéze Karélie a celého Finska a pomocného biskupa Ambrosiuse (Risto Jääskeläinen) z Joensuu. Ekumenický patriarcha rozhodl, že arcibiskup Johannes, biskup Ambrosius a kněz Heikki Huttunen z Espooa mají být nápomocni při rekonstrukci čerstvě obnovené církve. Arcibiskup Johannes dočasně působil jako zástupce metropolity (1996–1999) estonské autonomní církve.
Po rozdělení směrů vznikla dohoda, že místní organizace si mohou vybrat, pod jakou jurisdikci chtějí patřit. Pravoslavné komunity v Estonsku, jež představují 30 procent celkového počtu obyvatel, zůstávají rozdělené, přičemž většina věřících (převážně etničtí Rusové) zůstávají pod Moskvou.
Od roku 1999 je hlavou Estonské apoštolské pravoslavné církve metropolita Stephanos z Tallinnu, který byl dříve pomocným biskupem ekumenické patriarchální metropole ve Francii.